# زردآلو عليا (مقاطعة دلفان)
زردآلو عليا (بالفارسية: زردآلو علیا) هي قرية تقع في Nurabad Rural District في إيران.